# Aargauer Zeitung

Zeitungstitel der Badener Regionalausgabe der Aargauer Zeitung (ab 2019)

Die Aargauer Zeitung ist eine Schweizer Tageszeitung für den Kanton Aargau und angrenzende Gebiete. Seit dem 1. Oktober 2018 wird sie vom Medienunternehmen CH Media herausgegeben. Zuvor gehörte sie den AZ Medien.

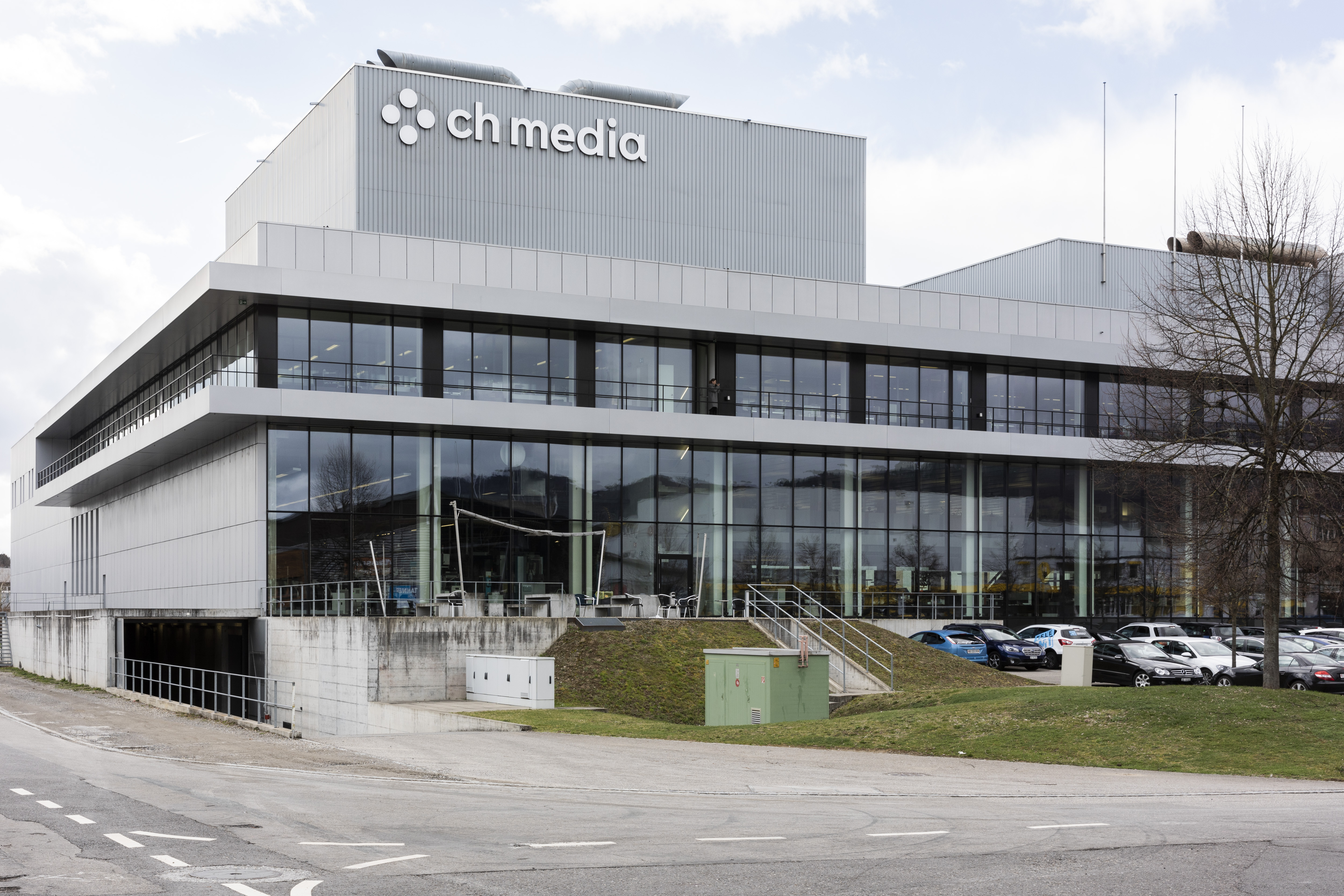
Hauptsitz der Aargauer Zeitung

## Geschichte
Die Zeitung entstand 1996 aus der Fusion von Aargauer Tagblatt und Badener Tagblatt. Die Redaktion hat ihren Sitz in Aarau, wo die Zeitung auch gedruckt wird.
Seit Januar 2002 ist die Aargauer Zeitung Teil eines Zeitungsverbundes, der sich erst Mittelland-Zeitung nannte und im September 2010 in az Gesamtausgabe, im September 2012 in Die Nordwestschweiz, im Juni 2014 in az Nordwestschweiz und im Juli 2019 schliesslich in Nordwestschweiz umbenannt wurde. Von der Nordwestschweiz bezieht sie den Mantel mit den überregionalen Nachrichten.
Die Lokalberichterstattung erfolgt in vier verschiedenen Regionalausgaben: «Aargauer Zeitung AZ Aarau», «Badener Tagblatt» (Aargauer Zeitung AZ Baden), «Aargauer Zeitung AZ Freiamt» und «Aargauer Zeitung AZ Fricktal».
Seit dem 31. Oktober 2014 nennt sich die Zeitung im Raum Baden wieder Badener Tagblatt.
Von September 2007 bis Februar 2017 erschien die Sonntagszeitung Schweiz am Sonntag (bis 2013 Sonntag) als siebte Ausgabe der az Nordwestschweiz und damit der Aargauer Zeitung. Seit dem 4. März 2017 gibt die Nordwestschweiz samstags für die Zeitungen des Verbundes eine ausgebaute Wochenendausgabe unter dem Namen Schweiz am Wochenende heraus.
2018 brachten die AZ Medien die Aargauer Zeitung und die übrigen in ihrem Besitz stehenden Blätter des Verbundes Nordwestschweiz in das mit der NZZ-Mediengruppe neu gegründete Medienunternehmen CH Media ein. Dieses umfasst zudem die Regionalzeitungen der NZZ-Mediengruppe St. Galler Tagblatt und Luzerner Zeitung sowie die Radio- und TV-Stationen beider Unternehmen und weitere Geschäftsteile. Die Betriebsaufnahme von CH Media erfolgte am 1. Oktober 2018.

## Online-Portal
Im Jahr 2000 startete die Aargauer Zeitung ihre digitale Präsenz mit dem von den AZ Medien betriebenen Internetportal azonline.ch. In den folgenden Jahren wurden die Online-Aktivitäten ausgebaut, zum Jahreswechsel 2012/2013 folgte die Einführung einer News-App für iPhones und Android-Handys. Im Januar 2021 modernisierte CH Media die digitalen Newsportale all ihrer Zeitungstitel. Im Zuge dieses Relaunches wurden Gemeindeseiten eingeführt und ein Bezahlmodell für Onlineinhalte etabliert.
Heute ist das Nachrichtenportal der Aargauer Zeitung unter der Adresse aargauerzeitung.ch erreichbar. Im Jahr 2024 verzeichnete die Website durchschnittlich 429'000 Unique Users pro Monat.